# 滋賀県立湖南農業高等学校
滋賀県立湖南農業高等学校（しがけんりつ こなんのうぎょうこうとうがっこう）は、滋賀県草津市草津町に所在する公立の農業高等学校。

## 概要
滋賀県の湖南地域唯一の単独農業高校。「社会で活躍できる能力を持った生徒」・「勤労観や職業観を身につけた生徒」・「地域農業や関連産業で活躍できる生徒」の育成を目指し、日々の教育活動を展開している。

## 沿革
- 1981年（昭和56年） - 滋賀県立野洲高等学校農業科と滋賀県立草津高等学校農業科を発展的統合させ、野洲高校校地内に開校。
- 1982年（昭和57年） - 現在地に移転。
- 1991年（平成3年） - 学科改編により農業科を農業技術科、園芸科を園芸工学科に変更。
- 2014年（平成26年）4月 - 農業技術科、園芸工学科、食品化学科、環境緑地科の全4学科の生徒募集を停止。農業科、食品科、花緑科の3学科に再編。

## 教育目標
心身ともに健康で、勤勉と責任を重んじ、自主・自律・協調の精神に富み、明るく健全な社会の進展に貢献できる人材の育成に努める。

## 校章
飛躍と発展を表したデザインとなっており、（三日月形の）二つの円の重なりは心身の調和的な発展を願ったものとなっている。なお、この二つの円は「KONAN」のKと「High Scool」のHを兼ね表し、中央は「Agriculture」のAを図案化している。また、左右に四つの突起があるが、これは四学科それぞれの存在と発展を願ったものである。

## 著名な卒業生
- 軌保博光 - 映画監督、お笑い芸人（月亭方正の相方）